# Hrvatski rječnici

### Hrvatski rječnici
- poslije 1450. – Anonimni autor. Latinsko-hrvatski rječnik. Rukopisni, sjeverna čakavština.[1]

### 16., 17. i 18. stoljeće
- 1527. – Pietro Lupis Valentiano. Opera nuova che insegna a parlare la lingua schiavonesca alli grandi alli piccoli et alle donne.... Talijansko-hrvatski rječnik.
- 1537. – Sigismund Gelenius Lexicon symphonum quo quator linguarum Europae ...concordia ...indicatur. Izdano u Baselu. Rječnik grčkih, latinskih, njemačkih i "slavenskih" riječi koji navodi mali broj južnoslavenskih riječi (crkvenoslavenski hrvatske redakcije iz Emmausovog samostana).[1]
- 1544. – Bartul Đurđević. Dodatak djelu De aflictione tam captivorum quam etiam sub Turcae tributo viventium christianorum (Teško stanje kršćana u turskom ropstvu i pod turskim haračem). Hrvatsko-latinski rječnik, objavljen u Anversu 1544., preveden na francuski kao Vocables esclavoniques 1544. i izdan u Parizu.
- 1578. – Jurij Dalmatin. Biblia, tu ie, Vse Svetu Pismu, Stariga inu Noviga Testamenta, slovenski, tolmazhena, .... Izdano u Ljubljani. Registar dodan slovenskom prijevodu sadrži nekoliko hrvatskih riječi.[1]
- 16. stoljeće – Ivan Palerne Forésien (Jean Palerne Forésien) – Petit dictionnaire des langues française, grecque, italienne, turque et esclavonne.
- 1592. – Hieronymus Megiser, Dictionarium quatuor linguarum, videlicet Germanicae, Latinae, Illyricae (quae vulgo Sclavonica appelatur) et Italicae seu Hetruscae. Izdano u Grazu. Višejezični rječnik, uključuje hrvatske riječi (označene croatice).[1]
- 1595. – Faust Vrančić, Dictionarium quinque nobilissimarum Europae linguarum, latinae, italicae, germanicae, dalmaticae et ungaricae (prvi tiskani hrvatski rječnik. Daje blago uglavnom iz čakavskoga narječja)
- 1599. – Bartul Kašić – Razlika skladanja slovinska (hrvatsko-talijanski rukopisni rječnik).
- 1599. – Bartul Kašić – Slovoslovlje dalmatinsko-talijansko.[2] Navjerojatnije svojevrsnim obratom Vrančićevog rječnika[3].
- 1603. – Jérôme Megister – Trésors polyglottes, hrvatsko-francuski rječnik. Odnosno u latinskom obliku: Hieronymus Megiser Thesaurus polyglottus vel, dictionarium multilingue ex quadringentis circiter tam veteris, quam novi ... orbis nationum linguis, dialectis, idiomatibus et idiotismis constans... . Prošireno izdanje knjige iz 1592., dodani razni eur. i neeur. jezici. Hrv. natuknice su označene dalmatice (vjerojatno preuzete od Vrančića) i croatice (vjerojatno preuzete od materinjeg govornika s Istre). Izdano u Frankfurtu na Majni.[1]
- 1605. – Peter Loderecker Dictionarium septem nobilissimarum Europae linguarum, videlicet latine, italice, dalmatice, bohemice, polonice, germanice et ungarice. Prošireno izdanje Vrančićevog rječnika iz 1595. Izdano u Pragu.[1]
- 1606. – Jean Palerne – Pérégrinations. Dodatak radu sadrži mali francusko-talijansko-grčko-tursko-hrvatski rječnik (dubrovačko narječje). Izdano u Lyonu.[1]
- 1649. – Jakov Mikalja (Jakov Micalia) – Blago jezika slovinskoga (štokavsko-jekavski, no uz ikavske i čakavske sastavnice. Prvi veći rječnik – preko 25.000 natuknica). Mikalja izričito naglašava da su mu pojmi "illyrico" i "slovinski",[4] odnosno "ilirico" i "croato" istoznačnice.[5] Bilježi štokavski leksik, no osim njega i čakavski, a ograničeno i kajkavski leksik kao natuknicu ili kao sinonim.[6]
- 1655. – Nacsin za mochi naucsiti jedan putnik Latinin Slovignski jezik a Hervat Italianski (Vocabolario Slavo ed Italiano, cio`e vero modo d'imparar facilissamente `a parlar in lingua Slava ed Italiana) ili Zuaniik novii s' koim suakij od sebbe Samoga mochichie priddobro nauciti Ragovoriti Latinschi Arvaschi Nouim nacinom dano nasuitlo za blagodam Obchenoo od putnikou. (Vocabulario nuovo con il quale Ciascuno da se stesso potr`a benissimo imparare a parlar Italiano in Slavo. Nuovamente dato in luce a benefizio universale de viandanti). Razgovorni leksikografski priručnik izborno namijenjen učenju hrvatskoga ili talijanskoga jezika. (kasnija izdanja: 1703,, 1737,, 1804.)[7]
- 1670. – Juraj Habdelić (Juraj Habdelich) – Dictionar ili Réchi Szlovenske zvexega ukup zebrane, u red postaulyene, i Diachkemi zlahkotene trudom Jurja Habdelicha, masnika Tovarustva Jesusevoga, na pomoch napredka u diachkom navuku skolneh mladenczeu horvatszkoga i szlovenszkoga naroda (hrvatski kajkavski rječnik)
- Pavao Ritter Vitezović – Lexicon Latino-Illyricum (rukopisni tronarječni rječnik u kojem je Vitezović proveo svoje pravopisne ideje)
- 1679. – Ivan Tanzlinger Zanotti. Vocabolario di tre nobilissimi linguaggi, italiano, illirico e latino. Rukopisni rječnik. Na njemu je radio skoro 25 godina. Završio ga je 1699. godine. Za ovo djelo sam kaže da ga je namijenio »hrvatskoj slovinskoj mladosti«.[8]1704. Drugo izdanje.[9]
- 1680. – 1699. – Fra Ljudevit Lalić (Ludovicus Lalich) – Blago jezika slovinskog illi Slovnik u kome izgovarajuse riči diačke, latinske i slovinske. Slovnik, Ilti dikcionar, slovinski. Thesaurus linguae illyricae sive Dictionarium Illyricum. In quo verba latino-italice et illyricae redduntur. Labore fratris Ludovici collectum. Prvi veliki rječnik latinsko-talijansko-hrvatskog jezika pisan bosančicom i glagoljicom.[10][11] Pisan je ikavicom.[12]
- 1715. – 1716. – Đuro Matijašević – Dictionarium Latino-Illiricum Rukopisni rječnik.[13]
- 1728. – Ardelio della Bella – Dizionario italiano, latino, illirico cui si permettono(!) alcuni avvertimenti per iscrivere e con facilita maggiore leggere le voci illiriche scritte con caratteri italiani, ed anche una breve grammatica per apprendere ... la lingua illirica / opera del Ardelio della Bella (uglavnom temeljen na dubrovačkim štokavsko-jekavskim izvorima, ali inkorporira i čakavske elemente; sadrži i kratku hrvatsku slovnicu). Tiskano u Mletcima.
- Adam Patačić – Dictionarium latino-illyricum et germanicum (rukopisni rječnik, pretežito kajkavski)
- 1730. – Lovro Cekinić. Vocabolario italiano-illirico. Rukopisni.
- 1737. – (nepoznat autor) Zuanik novii : S' Koim ſuak j od ſebbe Samoga mochichie priddobro nauciti Ragovoriti : Latinſchi Arvaſchi : Nouim nacinom dano naſuitlo za blogodam : Obchenoo od putnikou., In Venezia, Bortolo Occhi, M.D.C.C.XXXVII.[14] Postojalo je nekoliko izdanja pod sličnim nazivima u bibliografijama. Zvanik talijansko-hrvatski je prvi konverzacijsko-leksikografski priručnik (rječnik) koji je bio namijenjen Talijanima koji žele učiti hrvatski, te Hrvatima koji žele učiti talijanski.
- 1740. – Ivan Belostenec – Gazophylacium seu latino-illyricorum onomatum aerarium, (monumentalni tronarječni rječnik temeljen na kajkavštini. Sadrži preko 50.000 natuknica); Napomena: Belostenec je umro 1675., tako da ovaj rječnik treba datirati prije te godine.
- 1742. – Franjo Sušnik, Andrija Jambrešić – Lexicon Latinum interpretatione illyrica, germanica et hungarica locu ples (nazivi hrvatski i ilirski su navedeni kao istoznačnice)
- 1760. – Mato Klašić – Vocabula italico-illyrica.
- 1761. – Blaž Tadijanović – Svaschta po mallo illiti Kratko sloxenye immenah, i ricsih u illyrski, i nyemacski jezik / kojesloxi otacz Blax Thaddianovich. Tiskano u Magdeburgu, tiskano "po Ivan Misku Prüferu".
- 1765. – 1773. – Josip Jurin – Calepinus trium linguarium. Latinsko-hrvatsko-talijanski i talijansko-latinsko-hrvatski rječnik.
- 1778. – Marijan Lanosović – Slavonisches Worterbuch (popis njemačkih riječi i njihovih hrvatskih istoznačnica)

### 19. stoljeće
- 1801. – Joakim Stulli – Lexicon latino-italico-illyricum, Budim.
- 1802./1803. – Joso Voltiggi – Ričoslovnik iliričkoga, italijanskoga i nimačkoga jezika s jednom pridpostavljenom grammatikom illi pismenstvom/sve ovo sabrano i sloxeno od Jose Voltiggi Istrianina (rječnik Istranina Voltića. Čakavsko-štokavski ikavski, no navodi i jekavske i ekavske oblike; posljednje upućuje na ikavske)
- 1806. – Joakim Stulli – Rječosložje ilirsko-talijansko—latinsko
- 1810. – Joakim Stulli – Vocabolario italiano-illirico-latino, Dubrovnik (više od 80.000 riječi na 4.600 stranica, ekscerptirano iz preko 120 pisaca, uglavnom dubrovačkih, no i dalmatinskih, bosanskih, slavonskih i hercegovačkih. Većinski štokavsko-jekavski, donosi blago iz ostalih hrvatskih narječja, te dosta ruskih novotvorenica, sve u duhu nastajućega panslavizma)
- 1808. – Franjo Marija Appendini – Grammatica della lingua illirica / compilata dal padre Francesco Maria Appendini. 2. izdanje tiskano 1828.  Oba izdanja su tiskana u Dubrovniku.
- 1812. – Šime Starčević – Mozin Nova ričoslovica iliričko-franceska. Objavljena u Trstu.
- 1842. – Ivan Mažuranić, Jakov Užarević – Njemačko-ilirski slovar (prvi uistinu moderan hrvatski rječnik. Preko 40.000 natuknica, uz obilje novotvorenica koje su ušle u svakodnevnu porabu).
- 1846. – Vjekoslav Babukić – Elementi della grammatica illirica secondo la nuova ortografia / di Viekoslavo Babukić ; con una prefazione filologica di Rodolfo Froelich ; traduzione di G. A. K. Tiskano u Zadru.
- 1846. – 1949. – Josip Drobnić: Mali rečnik : ilirsko-němačko-talianski / od Josipa Drobnica: s osnovom gramatike protumačenom nemački i talianski) od Věkoslava Babukića. Tiskao u Beču armenski samostan.
- oko 1852. – Jere Luiđi Vrdoljak. Ilirsko-talijanski i talijansko-ilirski ričnik. Napisao je i za ovo je tražio pretplatnike, no nema podataka o tome je li i kad je tiskao ovo djelo.[15]
- 1853. – 1854. – Rudolph Fröhlich (Veselić) – Rěčnik ilirskoga i němačkoga jezika, I–II[16]
- 1869. – Ivan Filipović, suradnici: Gjuro Deželić i Ljudevit Modec – Neues Wörterbuch der kroatischen und deutschen Sprache, I. Deutsch-kroatischer Theil[17]
- 1874./1875. – Bogoslav Šulek – Hrvatsko-njemačko-talijanski rječnik znanstvenog nazivlja (kamen temeljac modernoga civilizacijskoga nazivlja. Pokriva područja od kemije i botanike do vojske i državne uprave).
- 1880./1976. – Rječnik hrvatskoga ili srpskoga jezika (izdanje JAZU/HAZU. Mladogramatičarski magnum opus. Preko 250.000 natuknica)
- 1887. – Rječnik hrvatsko-slovenski. Kasnija izdanja 1895., 1919., 1925.[18]
- 1893. – Mavro Spicer: Magjarsko-hrvatski i hrvatsko-magjarski rječnik za sveobću porabu. Objavljeno u Budimpešti.[19]

## Rječnici hrvatskog jezika Hrvata izvan Hrvatske
- Erika Rácz, Đuro Blažeka, István Nyomárkay: Rječnik pomurskih Hrvata/Mura Menti Horvát Tájszótár, Tinta Könyvkiadó, Budimpešta, 2009. (pomurski Hrvati)[20]

## Vanjske poveznice
- Dictionar, ili Réchi Szlovenſzke  Arhivirana inačica izvorne stranice od 7. ožujka 2005. (Wayback Machine) – on-line rječnička baza
- Važniji hrvatski rječnici
- Portal hrvatske rječničke baštine